# 2008 en Océanie
Chronologie de l’Océanie
- 2004
- 2005
- 2006
- 2007
- 2008
- 2009
- 2010
- 2011
- 2012

Cet article concerne les événements thématiques qui se sont produits durant l'année 2008 en Océanie.

## Politique

### Élections
- 5 janvier : Élections législatives aux Tokelau.
- 7 janvier : Élection présidentielle aux îles Marshall.
- 21 janvier : Élections territoriales en Polynésie française.
- 24 avril : Élections législatives aux Tonga.
- 26 avril : Élections législatives à Nauru.
- 7 juin : Élections législatives à Niué.
- 2 septembre : Élections législatives au Vanuatu.
- 8 novembre : Élections législatives en Nouvelle-Zélande.

### Gouvernements
- Australie
  - reine : Élisabeth II  d'Australie
  - gouverneur-général : Michael Jeffery
  - premier ministre : Kevin Rudd
- Îles Cook
  - reine : Élisabeth II  de Nouvelle-Zélande
  - représentant de la reine : Frederick Goodwin
  - premier ministre : Jim Marurai
- Fidji
  - Chef Suprême : Élisabeth II
  - président : Ratu Josefa Iloilovatu
  - premier ministre : Frank Bainimarama
- Kiribati
  - président : Anote Tong
- Îles Marshall
  - président : Kessai Note (jusqu'au 7 janvier), puis Litokwa Tomeing
- États fédérés de Micronésie
  - président : Manny Mori
- Nauru
  - président : Marcus Stephen
- Niué
  - reine : Élisabeth II de Nouvelle-Zélande
  - haut-commissionnaire : Anton Ojala
  - premier ministre : Young Vivian (jusqu'au 18 juin), puis Toke Talagi
- Nouvelle-Zélande
  - reine : Élisabeth II  de Nouvelle-Zélande
  - gouverneur général : Anand Satyanand
  - premier ministre : Helen Clark (jusqu'au 18 novembre), puis John Key
- Palaos
  - président : Tommy Remengesau
- Papouasie-Nouvelle-Guinée
  - reine : Élisabeth II  de Papouasie-Nouvelle-Guinée
  - gouverneur général : Paulias Matane
  - premier ministre : Michael Somare
- Îles Salomon
  - reine : Élisabeth  II des Îles Salomon
  - gouverneur général : Nathaniel Waena
  - premier ministre : Derek Sikua
- Samoa
  - O le Ao O le Malo : Tupua Tamasese Tupuola Tufuga Efi
  - premier ministre : Tuilaepa Sailele Malielegaoi
- Tonga
  - roi : George Tupou V
  - premier ministre : Feleti Sevele
- Tuvalu
  - reine : Élisabeth II des Tuvalu
  - gouverneur général : Filoimea Telito
  - premier ministre : Apisai Ielemia
- Vanuatu
  - président : Kalkot Matas Kelekele
  - premier ministre : Ham Lini (jusqu'au 21 septembre), puis Edward Natapei

## Droits de l'Homme
- 13 février : Le premier ministre australien, Kevin Rudd, présente les excuses officielles du gouvernement aux Générations volées.

## Sports
- 16 août : Aux Jeux olympiques à Pékin, la Samoane Ele Opeloge semble avoir terminé quatrième à l'épreuve d'haltérophilie dames de + de 75 kg. Deux des médaillées sont toutefois destituées pour dopage en 2016, et la médaille d'argent est alors rétrospectivement attribuée à l'athlète samoane. C'est la première médaille olympique ou paralympique des Samoa, toutes disciplines confondues[1].
- 15 septembre : Le Papou-Néo-Guinéen Francis Kompaon, amputé du bras gauche, remporte la médaille d'argent au 100 mètres (catégorie T42) aux Jeux paralympiques d'été de 2008, terminant 0,05 secondes derrière l'Australien Heath Francis. Il s'agit de la première médaille paralympique ou olympique jamais obtenue par la Papouasie-Nouvelle-Guinée[2].

## Décès
- 11 janvier : Mort à Auckland de Edmund Hillary (88 ans), premier vainqueur de l'Everest, le 29 mai 1953.